# Didymaotus lapidiformis
Didymaotus lapidiformis ist die einzige Pflanzenart der monotypischen Gattung Didymaotus aus der Familie der Mittagsblumengewächse (Aizoaceae). Der botanische Name der Gattung leitet sich von den griechischen Worten δίδυμος (didymos) für „doppelt“ und aotos für „Blüte“ ab und weist darauf hin, dass bei den Pflanzen häufig gleichzeitig zwei Blüten erscheinen. Das Epitheton der Art leitet sich von den lateinischen Worten „lapidis“ für „Stein“ und „formis“ für „geformt“ ab und bedeutet steinförmig.

## Beschreibung
Didymaotus lapidiformis wächst kompakt, verzweigt nur selten und überdauert während der Ruhephase meist mit einem einzelnen Paar eng aneinandergepresster Blätter. Von den Laubblättern eines Blattpaares ist eines meist leicht größer als das andere. Die gräulich-grünen bis rötlichen, deltoiden Blätter sind an der Basis miteinander verwachsen und bilden von oben aus gesehen zusammen eine Raute. Sie sind mit bis zu 40 Millimeter etwa gleich lang, breit und hoch.
Die einzelnen, Hochblätter tragenden, duftenden Blüten erscheinen an proleptischen Seitentrieben auf einer oder beiden Seiten des neuen zentralen Blattpaares. Sie erreichen einen Durchmesser von bis zu 35 Millimeter. Es sind sechs etwa gleiche, deutlich kielförmige Kelchblätter vorhanden. Die etwa 100 purpurfarbenen Kronblätter werden von außen (etwa 12 Millimeter) nach innen (etwa 5 Millimeter) kürzer. Die etwa 200 bis 230 violetten Staubblätter sind an der Basis kurz papillös. Die Nektarien sind ringförmig verwachsen, sie sind kranzartig und dunkel bräunlich-grün. Didymaotus lapidiformis blüht in ihrer Heimat im Monat Oktober.
Die sechs- (selten sieben-) fächrigen Kapselfrüchte ähneln denen der Gattung Titanopsis, messen etwa 10 Millimeter im Durchmesser und bleiben an den Pflanzen. Die glatten gelblich-braunen Samen sind gerundet.

## Systematik, Chromosomenzahl und Verbreitung
Didymaotus lapidiformis ist in der Tanqua-Karoo bei Ceres in der südafrikanischen Provinz Westkap verbreitet und wächst in feinem braunen Schiefer. Die jährliche Niederschlagsmenge liegt bei etwa 200 Millimeter, wobei der Hauptanteil in den Monaten März und November fällt.
Die Chromosomenzahl ist {\displaystyle 2n=18}.
Die Erstbeschreibung als Mesembryanthemum lapidiforme wurde 1914 von Rudolf Marloth veröffentlicht. Die Gattung Didymaotus wurde 1925 von Nicholas Edward Brown aufgestellt.

## Nachweise